# 铜翅鸠

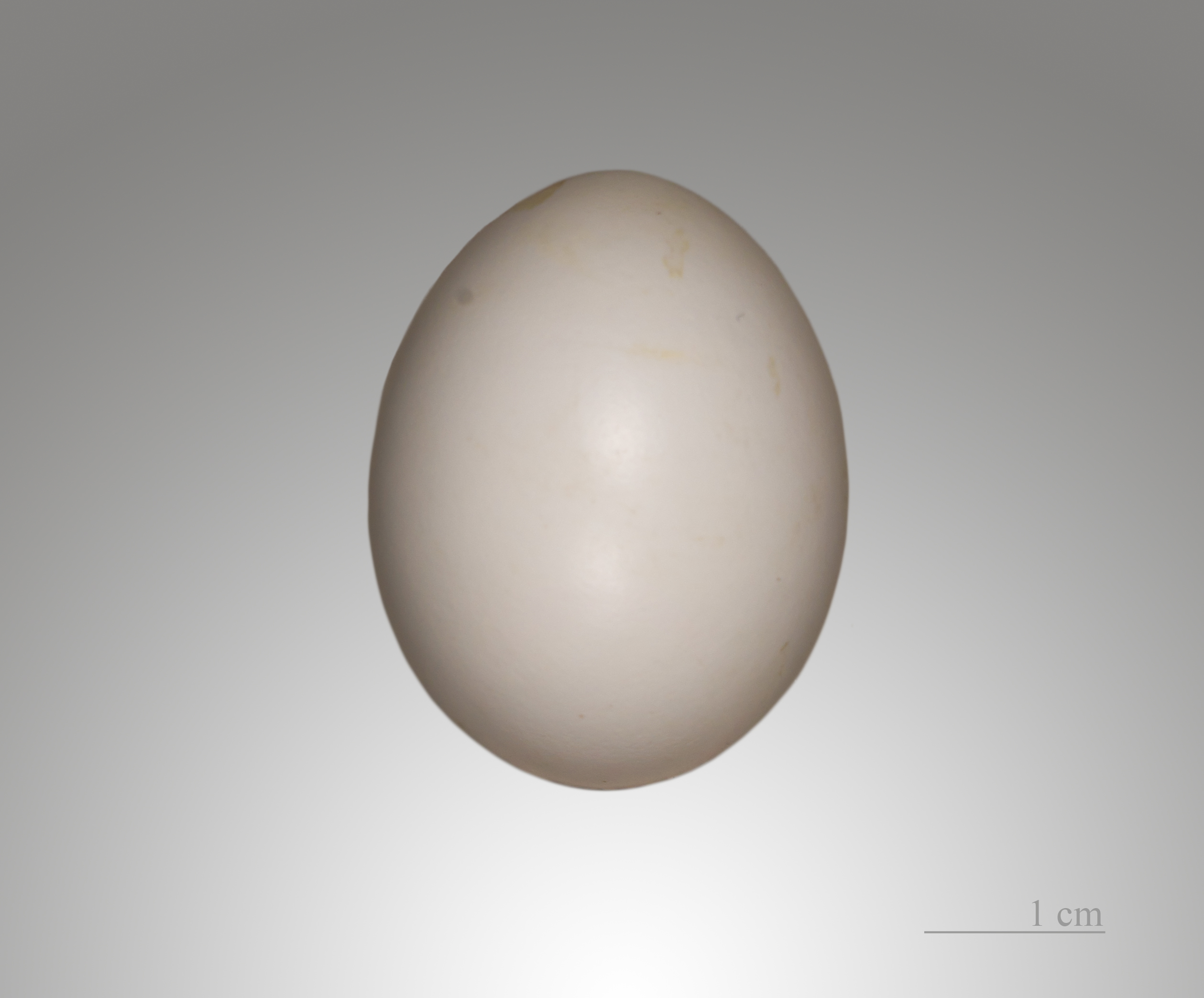
铜翅鸠蛋

铜翅鸠（二名法：Phaps chalcoptera）是一种中等体型，体重较高的铜翅鸠属鸽子。它有三个亚种，而且只生活在澳大利亚。除极其干燥和非常茂密的雨林外铜翅鸠可以生活在所有环境中。铜翅鸠的名字来自于它翅膀上的斑点。在不同的入射光下这些斑点反射绿色、青色、青铜色甚至紫红色的金属光泽。

## 外形
铜翅鸠的体长可达33至35厘米。因此它是铜翅鸠属中体型最大的物种。它的大小和家鸽差不多，但是体型显得比较壮。相对它们的体型它们的头比较小。两性异形不明显。
雄性铜翅鸠额上有一簇淡红色的毛。头顶和颈背棕色。从喙根到眼睛有一条深色的纹路。从眼睛的上下各有一道白色的纹路延申到额头的淡红色斑。面部和颈侧灰蓝色。喉部灰白色到白色。身体和背部是深棕色。一些羽毛的边缘是淡黄棕色的，因此整个背部显得有许多斑点。胸部是暗淡的深红色。尾部是灰色的。
翅羽的外部是蓝灰色的，上面有反射铜绿色到铜红色金属光泽的大斑点。翅膀关闭的时候这些斑点纵列成序。喙是深灰色的，脚呈红色。
雌性与雄性的差别在于它们额头上的毛簇是灰色的，翅膀上的斑点主要反射绿色的光泽。

## 普及区域和生活环境
铜翅鸠有多个亚种，它们分布在澳大利亚大部分地区以及塔斯马尼亚岛上。在所有铜翅鸠属的物种里铜翅鸠是最喜欢在森林里生活的种。它们也生活在有灌木丛和树木的空旷地区。铜翅鸠需要新鲜的地表水源，但是它们不一定栖息在水源附近。铜翅鸠往往飞数千米去喝水。

## 习性
铜翅鸠非常生活在地面上。它们在地面上寻找食物。食物的主要成分是种子。其中包括被引入澳大利亚的小麦、在澳大利亚原生的金合欢树的种子以及毒羊豆的种子。毒羊豆对许多动物来说是有毒的。铜翅鸠则可以把这些毒剂储存在它的内脏和骨骼里。除种子外铜翅鸠还食用少量小蜗牛和昆虫。
铜翅鸠在清晨和傍晚最活跃。一天最热的时候它们躲在地面或者低的树枝阴影处休息。

## 繁殖
铜翅鸠的巢筑在树比较低的地方或者灌木内，它们寻找水平的树杈作为筑巢的地方。巢的直径平均25厘米，厚7到10厘米。它们的巢比较粗糙，由细树枝造成。雌鸟和雄鸟都孵蛋，小鸟在14至16天后出壳。雄鸟和雌鸟分享喂小鸟的责任。和其它鸽子一样铜翅鸠可以从它们的嗉囊里回反出一种奶状的物质喂幼鸟。

### 书籍
- Gerhard Rösler: Die Wildtauben der Erde – Freileben, Haltung und Zucht, Verlag M. & H. Schaper, Alfeld-Hannover 1996, ISBN 3-7944-0184-0
- Alois Münst und Josef Wolters: Tauben – Die Arten der Wildtauben, 2. erweiterte und überarbeitete Auflage, Verlag Karin Wolters, Bottrop 1999, ISBN 3-9801504-9-6.